# Бријон
Бријон (фр. Brillon) насеље је и општина у североисточној Француској у региону Север-Па д Кале, у департману Север која припада префектури Валансјен.
По подацима из 2011. године у општини је живело 744 становника, а густина насељености је износила 259,23 становника/km². Општина се простире на површини од 2,87 km². Налази се на средњој надморској висини од 20 метара (максималној 21 m, а минималној 16 m).

## Демографија
| 1962. | 1968. | 1975. | 1982. | 1990. | 1999. | 2011. |
| ----- | ----- | ----- | ----- | ----- | ----- | ----- |
| 383   | 464   | 507   | 535   | 621   | 684   | 744   |

График промене броја становника у току последњих година